# PICA (bibliotheekautomatisering)
PICA was een organisatie voor de bibliotheekautomatisering in Nederland. PICA ontwikkelde onder meer de publieksdienst Picarta, de online versie van het landelijke bibliotheeksysteem, de Nederlandse Centrale Catalogus, en het lokale bibliotheeksysteem LBS voor een catalogus, administratie van uitleen en boekaanschaf. PICA begon in 1969 als samenwerkingsverband van diverse Nederlandse wetenschappelijke bibliotheken. In 2007 werden alle aandelen overgenomen door de Amerikaanse bibliotheekorganisatie OCLC.

## Geschiedenis
In 1969 werd het Samenwerkingsverband PICA (Project voor geIntegreerde Catalogus Automatisering) opgericht door de Koninklijke Bibliotheek en diverse universiteitsbibliotheken (Leiden, Groningen, Amsterdam, Utrecht, etc.); voorzitter van de stuurgroep PICA was vanaf de stichting in 1969 tot november 1976 dr. Daniël Grosheide. In 1976 werd PICA een organisatie met een standplaats in Den Haag. Vanaf 1978 werd Look Costers directeur. Vanaf het begin van de jaren tachtig werden de eerste producten opgeleverd. Het LBS was een lokaal bibliotheeksysteem om boeken te bestellen (acquisitie, vanaf 1982), uit te lenen (OUS, 1983) en een online catalogus voor het publiek (OPC, 1986). De NCC (Nederlandse Centrale Catalogus) werd veel gebruikt, met vanaf 1983 de mogelijkheid om kopieën van tijdschriftartikelen te bestellen en vanaf 1988 om boeken via interbibliothecair leenverkeer (IBL) te lenen.
In 1985 werd het samenwerkingsverband omgezet in de Stichting Centrum Bibliotheekautomatisering PICA. PICA verhuisde in 1989 naar Leiden, waar men eigenaar werd van een kantoorpand aan de Schipholweg. Vanaf 1990 breidde PICA de activiteiten uit naar Duitsland (Wolfenbüttel, Nedersaksen, Deutsche Bibliothek, GBV) en vanaf 1997 naar Frankrijk (ABES).
Het NCC-systeem RAPDOC kon snelle kopieën leveren. In 1998 kwam PiCarta (boeken en artikelen in een bestand) en in 2006 werden de miljoenen titels uit het GGC (Gemeenschappelijk Geautomatiseerd CatalogiseerSysteem) opgenomen in WorldCat.
In 1996 veranderde het Samenwerkingsverband in de Stichting PICA, in 1998 in PICA BV, in 2002 werd 60% van de aandelen verkocht aan OCLC. In 2007 ging OCLC-PICA conform de afspraken op in OCLC.
- Gemeinsame Normdatei: 10068742-8